# Koninkrijk Kachetië
Het koninkrijk Kachetië (Georgisch: კახეთის სამეფო, kachetis samepo) was een laatmiddeleeuws/vroegmodern Georgisch koninkrijk. Het kwam grotendeels overeen met de regio (mchare) Kacheti van het hedendaagse Georgië. Het koninkrijk ontstond bij de driedeling van het koninkrijk Georgië in 1465 en bestond met aantal korte onderbrekingen tot 1762 toen het verenigd werd met het koninkrijk Kartlië tot het koninkrijk Kartli-Kachetië. De hoofdstad was eerst Gremi en vanaf 1664 Telavi. Het land bevond zich meestentijds in de invloedssfeer van de Safawieden.

## Vorsten van Kachetië

### Chosroïden
- c. 580–637 – Adarnase I, ook een vorst van Iberië sinds 627.
- 637–650 – Stephanus I, ook vorst van Iberië
- 650–684 – Adarnase II, vorst van Iberië
- 685–736 – Stephanus II
- 736–741 – Mihr
- 736–786 – Archil “de Martelaar”
- 786–790 – Ioanne
- 786–807 – Juansjer

### Chorepiscopi
- 786–827 – Grigol
- 827–839 – Vache Kvabulidze
- 839–861 – Samuel, Donauri
- 861–881 – Gabriel, Donauri
- 881–893 – Padla I Arevmaneli

### Kvirikiden
- 893–918 – Kvirike I
- 918–929 – Padla II
- 929–976 – Kvirike II
- 976–1010 – David
- 1010–1029 – Kvirike III
- 1029–1039 – Geannexeerd door het koninkrijk Georgië

## Koningen van Kachetië enHereti

### Bagratiden (Bagratuni)
- 1039–1058 – Gagik
- 1058–1084 – Aghsartan I
- 1084–1102 – Kvirike IV
- 1102–1105 – Aghsartan II

## Koningen van Kachetië

### Bagratiden (Bagrationi)
- 1465–1476 – Giorgi I
- 1476–1511 – Alexander I
- 1511–1513 – Giorgi II "de Slechte"
- 1513–1520 – Geannexeerd door het koninkrijk Kartlië
- 1520–1574 – Leon
- 1574–1602 – Alexander II
- 1602 – David I
- 1602–1605 – Alexander II (vorstendom hersteld)
- 1605 – Constantijn I
- 1605–1614 – Teimuraz I
- 1614–1615 – Geannexeerd door Iran
- 1615–1648 – Teimuraz I (hersteld)
- 1616–1623 – Geannexeerd door Iran
- 1623–1633 – Teimuraz I (hersteld)
- 1633–1636 – Geannexeerd door Iran
- 1636–1648 – Teimuraz I (hersteld)
- 1648–1656 –Geannexeerd door Kartlië
- 1656–1664 – Geannexeerd door Iran
- 1664–1675 – Archil (Sjāh Nazar Chān)
- 1675–1676 – Erekle I (Nazar Alī Chān)
- 1676–1703 – Geannexeerd door Iran
- 1703–1722 – David II (Imām Qulī Chān)
- 1722–1732 – Constantijn II (Mahmūd Qulī Chān)
- 1732–1744 – Teimuraz II
- 1744–1762 – Erekle II